# Hans Gregersen (forfatter)
 For alternative betydninger, se Hans Gregersen. (Se også artikler, som begynder med Hans Gregersen)
Hans Gregersen (født 12. december 1946 i Sæby), er en dansk lærer og forfatter.
Lærereksamen fra Hjørring Seminarium 1969. Skolelærer i Solrød og Sæby fra 1971. Har i perioder haft orlov for at kunne rejse og lave research for kommende bøger.
Debuterede i 1975 med "Sæbygaard” og har siden skrevet ca. 60 bøger omfattende biografier, kulturhistorie, fortællinger for børn og unge, rejsebøger, lokalhistorie og bøger om historiske emner.
Gregersen er meget berejst. Han har for eksempel besøgt Nordamerika, Asien, Australien og Sydhavet. 
Flere af hans bøger er baseret på research fra rejserne i udlandet. 